# Kenny Arthur
Pour les articles homonymes, voir Arthur.
Kenneth James « Kenny » Arthur est un footballeur écossais né le 7 décembre 1978 à Bellshill. Il évolue au poste de gardien de but.
Il a joué 57 matchs en 1re division écossaise avec le club de Partick Thistle.

## Carrière
- 1997-2007 : Partick Thistle  Écosse
- 2007-2009 : Accrington Stanley  Angleterre
- 2009-2010 : Rochdale AFC  Angleterre
- 2010-2011 : Grimsby Town  Angleterre
- 2011-2012 : Gainsborough Trinity  Angleterre[1],[2]

## Palmarès
- Champion d'Écosse de D2 en 2002 avec Partick Thistle
- Champion d'Écosse de D3 en 2001 avec Partick Thistle